# Oblys de Jetyssou
L'oblys de Jetyssou (en kazakh : Жетісу облысы) est une subdivision administrative du Kazakhstan. Son chef-lieu est la ville de Taldykourgan.

## Géographie
L'oblys s'étend dans le sud-est du pays entre les lacs Balkhach, Sasykkol et Alakol au nord et la frontière de la Chine à l'est. Il comprend les huit districts d'Aksou, Alakol, Eskeldi, Karatal, Kerboulak, Koksou, Panfilov et Sarkand, ainsi que les villes de Taldykourgan et de Tekeli.

## Histoire
L'oblys est créé le 8 juin 2022 par division de celui d'Almaty.